# Израел на Светском првенству у атлетици на отвореном 2017.
Израел је учествовао на Светском првенству у атлетици на отвореном 2017. одржаном у Лондону од 4. до 13. августа шеснаести пут, односно учествовао је на свим првенствима до данас. Репрезентацију Израела представљало је 5 атлетичара (2 мушкарац и 3 жене) који су се такмичили у 5 дисциплина (2 мушке и 3 женске).,
На овом првенству такмичари Израела нису освојили ниједну медаљу. У табели успешности према броју и пласману такмичара који су учествовали у финалним такмичењима (првих 8 такмичара) Израел је са једним учесником у финалу делио 49. место са 5 бодова.
| Плас. | Земља  | 1. место | 2. место | 3. место | 4. место | 5. место | 6. место | 7. место | 8. место | Бр. финал. | Бод. |
| ----- | ------ | -------- | -------- | -------- | -------- | -------- | -------- | -------- | -------- | ---------- | ---- |
| =49.  | Израел | 0        | 0        | 0        | 1        | 0        | 0        | 0        | 0        | 1          | 5    |

## Учесници
| Мушкарци: - Гирмав Амаре — Маратон - Мару Тефери — Маратон | Жене: - Лона Корлима Чемтаи — Маратон - Маор Тијоури — Маратон - Јелена Долинин — Маратон - Ана Књазјева-Миненко - Троскок - Мархарита Дорозхон — Бацање копља |  |

## Резултати

### Мушкарци
| Атлетичар    | Дисциплина | Лични рекорд | Квалификације        | Квалификације        | Полуфинале | Полуфинале | Финале   | Финале        | Детаљи |
| Атлетичар    | Дисциплина | Лични рекорд | Резултат             | Место                | Резултат   | Место      | Резултат | Место         | Детаљи |
| ------------ | ---------- | ------------ | -------------------- | -------------------- | ---------- | ---------- | -------- | ------------- | ------ |
| Гирмав Амаре | Маратон    | 2:17:20      |                      |                      |            |            | 2:26:37  | 62 / 71 (100) |        |
| Мару Тефери  | Маратон    | 2:17:55      | Није се завршио трку | Није се завршио трку |            |            |          |               |        |

### Жене
| Атлетичарка          | Дисциплина   | Лични рекорд | Квалификације   | Квалификације   | Полуфинале            | Полуфинале   | Финале      | Финале       | Детаљи                                   |
| Атлетичарка          | Дисциплина   | Лични рекорд | Резултат        | Место           | Резултат              | Место        | Резултат    | Место        | Детаљи                                   |
| -------------------- | ------------ | ------------ | --------------- | --------------- | --------------------- | ------------ | ----------- | ------------ | ---------------------------------------- |
| Лона Корлима Чемтаи  | Маратон      | 2:40:16      |                 |                 |                       |              | 2:40:22 ЛРС | 19 / 78 (92) | Архивирано на веб-сајту (4. август 2018) |
| Маор Тијоури         | Маратон      | 2:42:22      | 2:49:45 ЛРС     | 63 / 78 (92)    |                       |              |             |              | Архивирано на веб-сајту (4. август 2018) |
| Јелена Долинин       | Маратон      | 2:35:59 НР   | Није стартовала | Није стартовала |                       |              |             |              | Архивирано на веб-сајту (4. август 2018) |
| Ана Књазјева-Миненко | троскок      | 14,78 НР     | 14,17 КВ, =ЛРС  | 6. у гр. Б      |                       |              | 14,42 ЛРС   | 4 / 26       | Архивирано на веб-сајту (5. август 2018) |
| Мархарита Дорозхон   | Бацање копља | 64,56 НР     | 61,33           | 8. у гр. А      | Није се квалификовала | 14 / 30 (31) |             |              |                                          |